# De Finale
De Finale is een familiemusical van Tijl Dauwe in samenwerking met Studio 100 en Ketnet. De hoofdrollen worden vertolkt door Gloria Monserez als Gravin Berthilda van Silencio en Sean Dhondt als Hofkalei Jeroom.

## Geschiedenis
De musical De Finale is de zevende en laatste Ketnet Musical. Na verschillende auditierondes mochten 24 kindercastleden op bootcamp gaan. Vier leden werden geselecteerd om te strijden voor de twee sprekende kinderhoofdrollen tijdens de Finaleshow op de Vlaamse zender Ketnet. Imea Denooze en Sebe Buermans werden de uiteindelijke winnaars. Naast de 24 kinderen speler er vier volwassencastleden mee.
De muziek van de musical bestaat voor een groot deel uit bestaande Ketnet- en Studio 100-nummers. Deze nummers werden speciaal voor de musical opnieuw gearrangeerd. Daarnaast werden er enkele nieuwe nummers geschreven, waaronder 'Jij Kan Het' en 'De Dag van Ketnet Musical'.
Op 13 maart 2022 vond de première plaats in het Proximus Theater in De Panne.

## Verhaal
Musicalactrice Fenne maakt zich klaar voor haar première, maar ze wordt op wonderlijke wijze naar Lacisumia, Het Land der Musicals, gebracht. Daar ontdekt ze dat de jonge koning Louis ontvoerd is door de boosaardige gravin Berthilda van Silencio. Samen met hoflakei Jeroom tracht Fenne de jonge koning te bevrijden en het land van de ondergang te redden.

## Rolverdeling
| Rol                     | Acteur                 | Stad         | Understudy    |
| ----------------------- | ---------------------- | ------------ | ------------- |
| Bertha/Gravin Berthilda | Gloria Monserez        | Silencio     |               |
| Jerre/Hoflakei Jeroom   | Sean Dhondt            | /            |               |
| Joris/Georges           | Jérémie Vrielynck      | /            |               |
| Jil/Gina                | Charlotte Boudry       | /            |               |
| Lou/Koning Louis        | Sebe Buermans          | /            | Lucas Geldof  |
| Fenne Coppens           | Imea Denooze           | /            | Linah Bertels |
| Bobbie Propermans       | Katherina Makarova     | Schoonstaede |               |
| Boris Propermans        | Louis Maes             | Schoonstaede |               |
| Beth Propermans         | Maria-Sylvie Mbiyavang | Schoonstaede |               |
| Bibi Propermans         | Melek Tercanli         | Schoonstaede |               |
| Babs Propermans         | Ophelia Van Camp       | Schoonstaede |               |
| Billy Propermans        | Mirte Clément          | Schoonstaede |               |
| Bart Propermans         | Timo Hertoghs          | Schoonstaede |               |
| Mama Propermans         | Roos Van Gorp          | Schoonstaede |               |
| Papa Propermans         | Stan Verwilghen        | Schoonstaede |               |
| Kenny                   | Jerôme Plattenbos      | Vreedeburgh  |               |
| Kelly                   | Robin De Bont          | Vreedeburgh  |               |
| Johny                   | Timon Vermeulen        | Vreedeburgh  |               |
| Alex                    | Lucas Geldof           | Vreedeburgh  |               |
| Flora                   | Linah Bertels          | Vreedeburgh  |               |
| Martha                  | Jillia Amadala         | Broodweeghe  |               |
| Maurice                 | Jarne Verstraete       | Broodweeghe  |               |
| Ortence                 | Floor Laforce          | Broodweeghe  |               |
| Otto                    | Senn Dauwe             | Broodweeghe  |               |
| Kiki Deportas           | Eline Dedeken          | Energico     |               |
| Chinche Deportas        | Loïc Rooms             | Energico     |               |
| Paca Deportas           | Malak Atif             | Energico     |               |
| Coco Deportas           | Silvie Bogaerts        | Energico     |               |

## Soundtrack
De muziek uit de musical bestaat voor een groot deel uit bestaande Ketnet- en Studio 100-nummers. Deze nummers werden speciaal voor de musical opnieuw gearrangeerd. Daarnaast werden er ook drie nieuwe nummers geschreven: 'Jij Kan Het', 'Lacisumia', en 'De Dag van Ketnet Musical'.
| Titel                               | Oorspronkelijke artiest                             | Uitvoerder                                     | Opmerkingen                                    |
| ----------------------------------- | --------------------------------------------------- | ---------------------------------------------- | ---------------------------------------------- |
| De Dag van Ketnet Musical           | Speciaal geschreven                                 | Cast                                           |                                                |
| De Dag van Ketnet Musical (Reprise) | Speciaal geschreven                                 | Fenne                                          | Dit nummer wordt enkel in de musical gebruikt. |
| Lacisumia                           | Unidamu                                             | Jeroom en Fenne                                |                                                |
| Jan Zonder Vrees                    | Spring                                              | Louis en cast                                  |                                                |
| Abracadabra / Zwijgen is Goud       | Fabian Feyaerts (Junior Eurosong 2012) / Nachtwacht | Kelly, Kenny, Flora en Alex                    |                                                |
| Stip It                             | Sarah Mouhamou & Nora Gharib                        | Fenne, Flora, Alex, Kelly, Kenny en cast       |                                                |
| Weg Troep!                          | TROEP!                                              | De familie Propermans en inwoners Schoonstaede |                                                |
| Wereld Vol Muziek                   | Groepslied Eurosong for Kids 2003                   | De familie Propermans en inwoners Schoonstaede |                                                |
| Filmster                            | K3 (musical Alice In Wonderland)                    | Gina en Georges                                |                                                |
| Ik Doe Mee / Team U.P.              | Team U.P.                                           | Inwoners Energico                              |                                                |
| Droom de Muziek                     | Kadanza Together                                    | Fenne en Louis                                 |                                                |
| Kadanza Together                    | Kadanza Together                                    | Inwoners Broodweeghe                           |                                                |
| Knock-Out                           | Knock-Out                                           | Cast                                           |                                                |
| Kadanza                             | Kadanza                                             | Cast                                           |                                                |
| Jij Kan Het                         | Speciaal geschreven                                 | Fenne en cast                                  |                                                |
| Megamix                             | -                                                   | Cast                                           | De Megamix wordt enkel in de musical gebruikt. |
| Curtain Calls                       |                                                     | Cast                                           |                                                |